# Pachycnema calviniana
Pachycnema calviniana är en skalbaggsart som beskrevs av Schein 1959. Pachycnema calviniana ingår i släktet Pachycnema och familjen Melolonthidae. Inga underarter finns listade i Catalogue of Life.